# Učení
Učení je proces získávání a předávání zkušeností, návyků, dovedností, znalostí, hodnot a podobně. Z psychologického hlediska označuje také adaptační mechanismus založený na uplatnění předchozích zkušeností a cviku, čímž se odlišuje od instinktů, které jsou vrozené a neměnné. U člověka má zvláštní význam proto, že díky němu může také přizpůsobovat své prostředí, aby mu vyhovovalo. Učením se u lidí i u některých živočichů rozvíjejí a proměňují vrozené schopnosti a vzorce chování, takže může vzniknout i předávaná (tradovaná) kultura, odlišná v různých společnostech. Učení je tak na jedné straně součástí individuálního dospívání, výchovy a vzdělávání, na druhé straně reprodukce kultury. Učením se zabývá celá řada věd: etologie, psychologie, pedagogika, antropologie, filosofie a sociologie výchovy, neurovědy a další.
V širším slova smyslu lze hovořit i o strojovém učení, které využívá algoritmy, pomocí nichž se počítač umí samostatně přizpůsobovat ve zpracovávání informací, aby dosáhl potřebného výsledku.

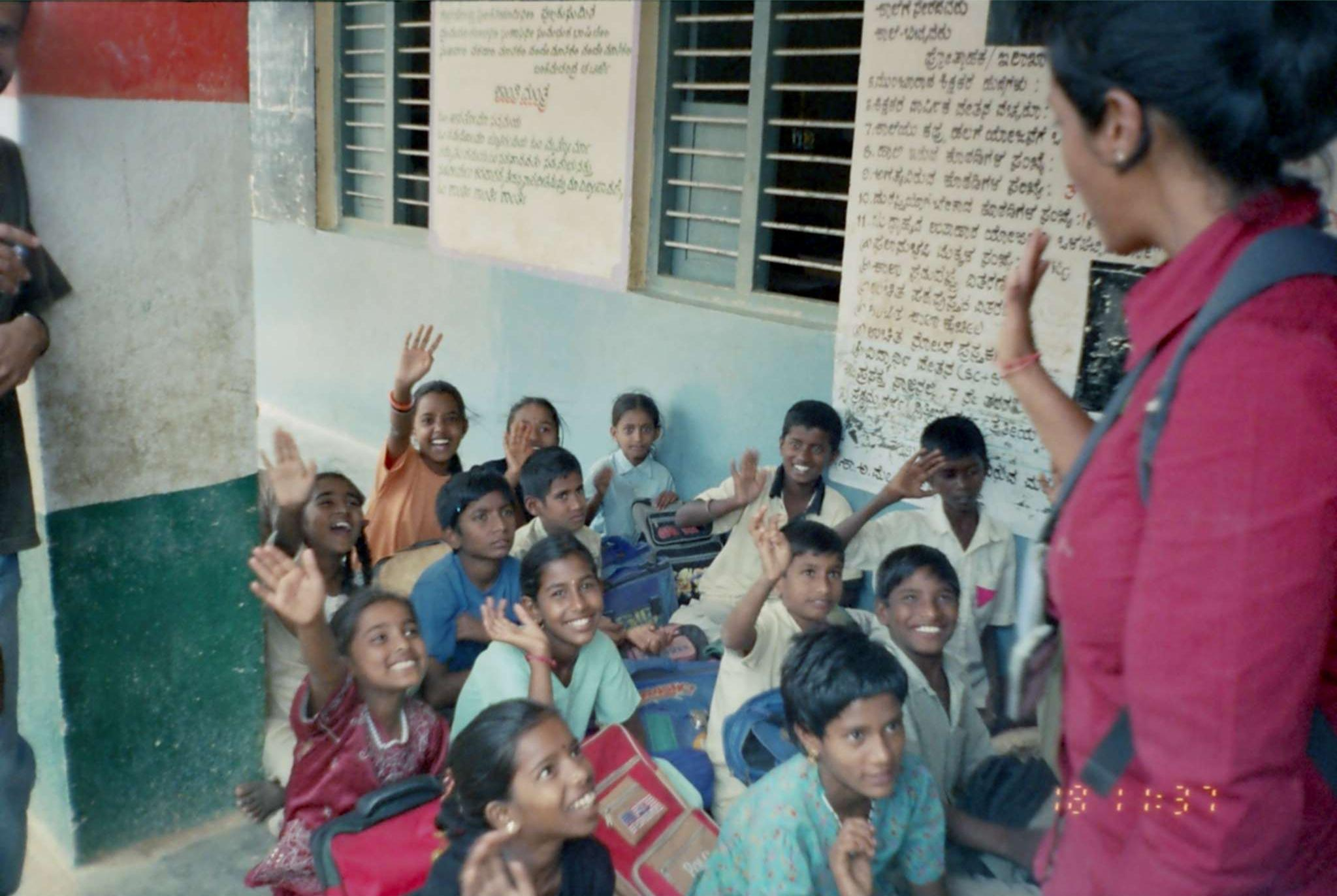
Třída v Bangalore (Indie)

## Popis
Učení jako činnost lze rozlišit na:
- spontánní získávání vlastních zkušeností, učení se;
- neformální předávání zvyklostí, dovedností a hodnot v rodině a ve společnosti;
- formalizované učení a vzdělávání v institucích (učitel, škola).

Samovolné učení (se) jako nabývání zkušeností se vyskytuje i u mnoha živočichů, u některých i učení jako předávání zvyklostí a zkušeností. Teprve v diferencovanějších a složitějších společnostech nestačí předávání v rodině a vzniká potřeba učitele. Už ve starověku vznikaly školy, ale teprve ve městech pozdního středověku vznikla potřeba, aby soustavným vzděláváním prošli pokud možno všichni. Povinné a soustavné školní vzdělávání zavedly absolutistické vlády v průběhu novověku. Ovšem spontánní pasivní učení pozorováním je také stále důležité. K učení je také důležitý spánek.
Proces učení jako cílevědomého předávání neobyčejně usnadnil a urychlil šíření kulturních a společenských zkušeností včetně novinek. Jednotlivci šetří čas a energii, které by jinak musel vložit do vlastních pokusů, a šetří mu tak i množství nebezpečných omylů. Na druhé straně zajišťuje alespoň minimální shodu uvnitř společnosti (jazyk, pravidla chování, základní představy o sobě a o světě) a umožňuje tak komunikaci i spolupráci. Díky učení jako soustavnému předávání se velmi urychlil také kulturní a společenský vývoj moderních společností, včetně věd a technologií.

## Druhy učení
V rámci učení bývá rozlišováno několik způsobů učení se:
- podmiňování – Nejjednodušší forma učení běžná u zvířat, dětí a v určité míře i u dospělých. Je založena na asociaci podmíněného podnětu s neutrálním podnětem, kdy následně neutrální podnět samotný vyvolá podmíněnou reakci. Experimenty v této oblasti prováděl např. I. P. Pavlov.[5]
- operantní podmiňování – Učení probíhající u volného organismu, kdy při své aktivitě zjišťuje, které chování mu přináší odměny a které mu naopak přináší tresty. Následně přizpůsobuje chování tak, aby mu přinášelo odměny a minimalizovalo tresty. V této oblasti prováděl výzkum např. B. F. Skinner nebo E. L. Thorndike.
- observační učení – Učení pozorováním modelu a vnímáním, jestli je za chování odměňován nebo ne. Při odměnění modelu se posílí chování nejen u modelu, ale i u toho, kdo ho pozoruje.[6]
- habituace – navykání si na okolní jevy
- pojmové učení – učení poznatkům – osvojování znalostí
- senzomotorické učení (smyslově pohybové) – rozvíjí se senzomotorické schopnosti a procesy názorného poznávání (dítě se učí chodit, manipulovat s hračkami, apod.)
- učení intelektových činností – rozvíjí se myšlenkové procesy, intelektové dovednosti a schopnosti k řešení složitých problémů
- sociální učení – učení sociální komunikaci, interakci a percepci, osvojují se sociální dovednosti, formují motivy a charakter. Ve stručnosti lze definovat jako: "učení žít mezi lidmi"

Další druhy učení: 

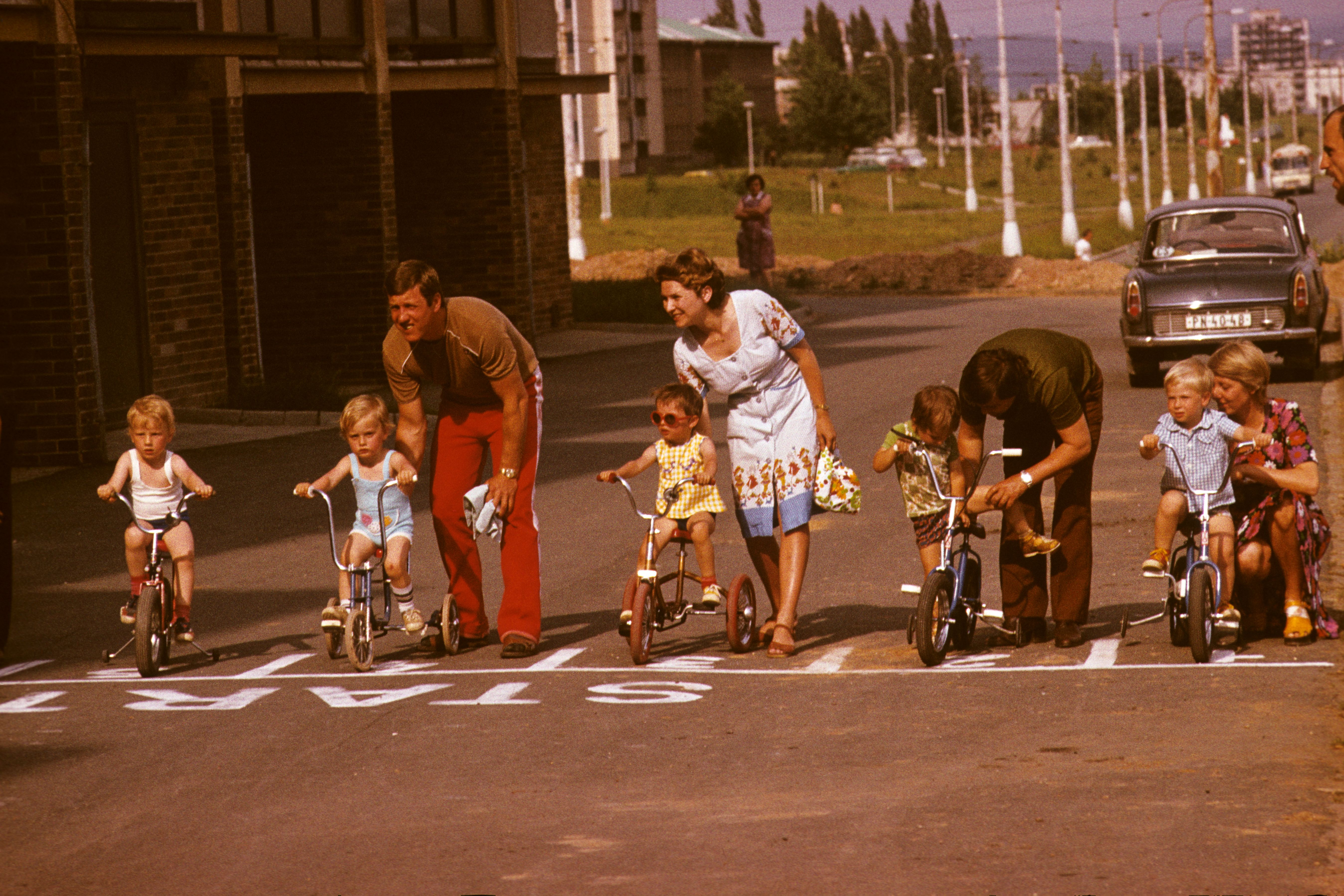
Děti se učí jezdit na kole v 80. letech na sídlišti v Plzni.

- Záměrné učení – chceme se něco naučit a máme přesně určený cíl.
- Bezděčné učení – probíhá náhodně v každodenním životě, zejména při hře.
- Učení napodobováním – souvislost s bezděčným chováním, někdo nám něco předvádí prakticky a my to zopakujeme.

## Zvláštní významy

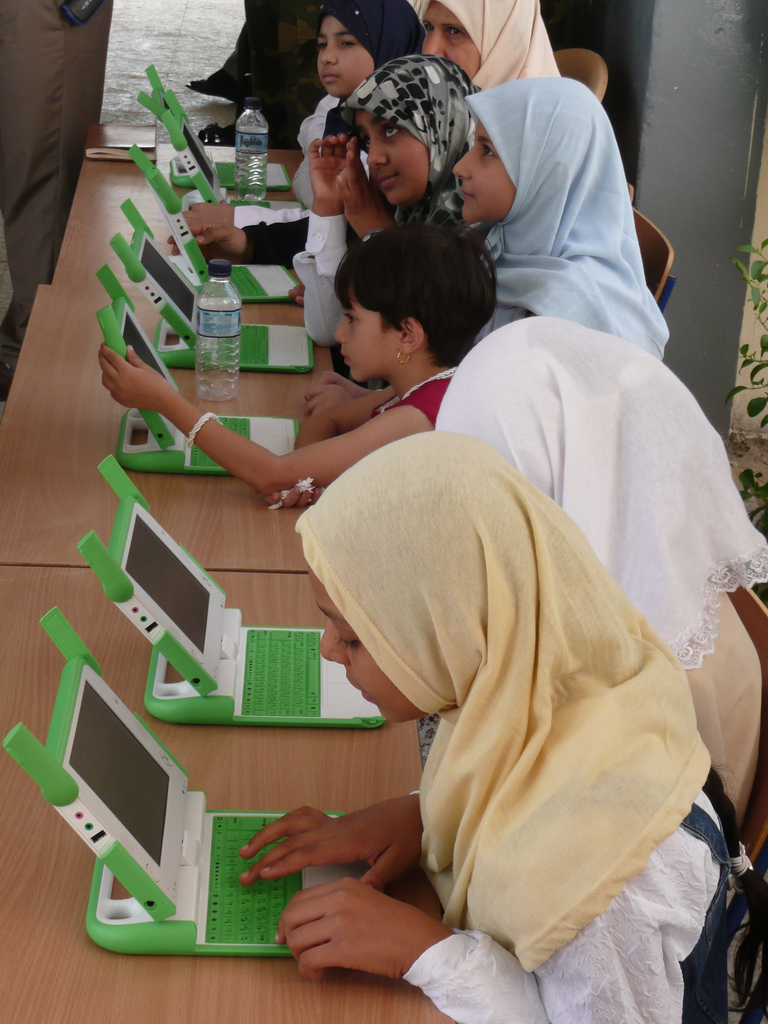
Irácké děti se učí na počítačích OLPC

- Celoživotní učení či vzdělávání vyjadřuje požadavek současných společností, aby se člověk dále učil i po ukončení formálního vzdělávání. Je vynuceno jednak rychlými změnami nejen ve vědách, ale i v celé společnosti, jednak potřebou flexibility – schopnosti zapracovat se i v jiných oblastech.
- Praktické učení (angl. learning by doing) znamená získávání vlastních zkušeností v dané činnosti, obvykle pod vedením zkušeného člověka.
- Učňovský poměr viz Učeň.
- Samouk (autodidakt) je člověk, který nabyl pozoruhodné úrovně znalostí či dovedností, ačkoli neprošel formálním vzděláním v dané oblasti.
- Učení nazpaměť (zpaměti) čili memorování znamená doslovné učení se textu tak, jako se například herec učí svoji roli. Memorování je nezbytnou součástí učení, ale i herec musí své roli také porozumět a sám ji na jevišti vytvořit.
- Učenec je starší výraz pro vědce, který své vědění načerpal hlavně z knih.